# Jorge Luís Andrade da Silva
Jorge Luís Andrade da Silva, meglio noto come Andrade (Juiz de Fora, 21 aprile 1957), è un allenatore di calcio ed ex calciatore brasiliano, di ruolo centrocampista, assistente del Flamengo.

## Carriera
All'età di sedici anni fece un provino nel Flamengo con esito positivo. Dopo un triennio nella squadra giovanile, trascorse un anno in Venezuela per poi tornare nel 1979 nel Flamengo: qui rimase per quattordici anni, totalizzando circa 600 presenze, 16 reti all'attivo e giocando insieme a calciatori quali Leandro, Júnior e Zico. Nel suo palmarès, oltre alle vittorie nel Campionato Carioca e nel Brasileiro, figura anche la Coppa Libertadores 1981 e la Coppa Intercontinentale 1981.
Nella stagione 1988-1989 venne acquistato, per un miliardo e mezzo di lire, dalla Roma allenata da Nils Liedholm. In Italia disputò però una stagione negativa e fu anche contestato dalla tifoseria, che pure inizialmente lo accolse soprannominandolo "Marajà", ma che dopo le prime partite lo ribattezzò per la sua lentezza "Er moviola". Collezionò in maglia giallorossa soltanto 9 presenze; la Roma terminò all'ottavo posto e non riuscì nemmeno a qualificarsi per la Coppa UEFA.
A fine torneo Andrade tornò in Brasile, dove proseguì l'attività agonistica fino all'età di quarant'anni, facendo anche l'allenatore-giocatore.

## Statistiche

### Cronologia presenze e reti in nazionale
| Cronologia completa delle presenze e delle reti in nazionale ― Brasile | Cronologia completa delle presenze e delle reti in nazionale ― Brasile | Cronologia completa delle presenze e delle reti in nazionale ― Brasile | Cronologia completa delle presenze e delle reti in nazionale ― Brasile | Cronologia completa delle presenze e delle reti in nazionale ― Brasile | Cronologia completa delle presenze e delle reti in nazionale ― Brasile | Cronologia completa delle presenze e delle reti in nazionale ― Brasile | Cronologia completa delle presenze e delle reti in nazionale ― Brasile |
| Data                                                                   | Città                                                                  | In casa                                                                | Risultato                                                              | Ospiti                                                                 | Competizione                                                           | Reti                                                                   | Note                                                                   |
| ---------------------------------------------------------------------- | ---------------------------------------------------------------------- | ---------------------------------------------------------------------- | ---------------------------------------------------------------------- | ---------------------------------------------------------------------- | ---------------------------------------------------------------------- | ---------------------------------------------------------------------- | ---------------------------------------------------------------------- |
| 28-7-1983                                                              | Santiago del Cile                                                      | Cile                                                                   | 0 – 0                                                                  | Brasile                                                                | Amichevole                                                             | -                                                                      |                                                                        |
| 17-8-1983                                                              | Quito                                                                  | Ecuador                                                                | 0 – 1                                                                  | Brasile                                                                | Coppa America 1983 - 1º turno                                          | -                                                                      |                                                                        |
| 14-9-1983                                                              | Rio de Janeiro                                                         | Brasile                                                                | 0 – 0                                                                  | Argentina                                                              | Coppa America 1983 - 1º turno                                          | -                                                                      |                                                                        |
| 13-10-1983                                                             | Asunción                                                               | Paraguay                                                               | 1 – 1                                                                  | Brasile                                                                | Coppa America 1983 - Semifinale                                        | -                                                                      | Ammonizione                                                            |
| 20-10-1983                                                             | Uberlândia                                                             | Brasile                                                                | 0 – 0                                                                  | Paraguay                                                               | Coppa America 1983 - Semifinale                                        | -                                                                      | 79’                                                                    |
| 13-7-1988                                                              | Melbourne                                                              | Brasile                                                                | 4 – 1                                                                  | Arabia Saudita                                                         | Australia Bicentenary Gold Cup - 1º turno                              | -                                                                      | 46’                                                                    |
| 17-7-1988                                                              | Sydney                                                                 | Australia                                                              | 0 – 2                                                                  | Brasile                                                                | Australia Bicentenary Gold Cup - Finale                                | -                                                                      |                                                                        |
| 28-7-1988                                                              | Oslo                                                                   | Norvegia                                                               | 1 – 1                                                                  | Brasile                                                                | Amichevole                                                             | -                                                                      |                                                                        |
| 31-7-1988                                                              | Solna                                                                  | Svezia olimpica                                                        | 1 – 1                                                                  | Brasile                                                                | Amichevole                                                             | -                                                                      |                                                                        |
| 3-8-1988                                                               | Vienna                                                                 | Austria                                                                | 0 – 2                                                                  | Brasile                                                                | Amichevole                                                             | 1                                                                      |                                                                        |
| Totale                                                                 |                                                                        | Presenze                                                               | 10                                                                     |                                                                        | Reti                                                                   | 1                                                                      |                                                                        |

## Palmarès

### Giocatore

#### Club

##### Competizioni nazionali
- Campionato brasiliano: 4

Flamengo: 1980, 1982, 1983
Vasco da Gama: 1989
- Campionato Carioca: 3

Flamengo: 1979, 1981, 1986
- Campionato Capixaba: 1

Desportiva: 1992
- Campionato Matogrossense: 1

Operário-MS: 1994

##### Competizioni internazionali
- Coppa Libertadores: 1

Flamengo: 1981
- Coppa Intercontinentale: 1

Flamengo: 1981

#### Nazionale
- Argento olimpico: 1

Seul 1988